# Гранд-отель

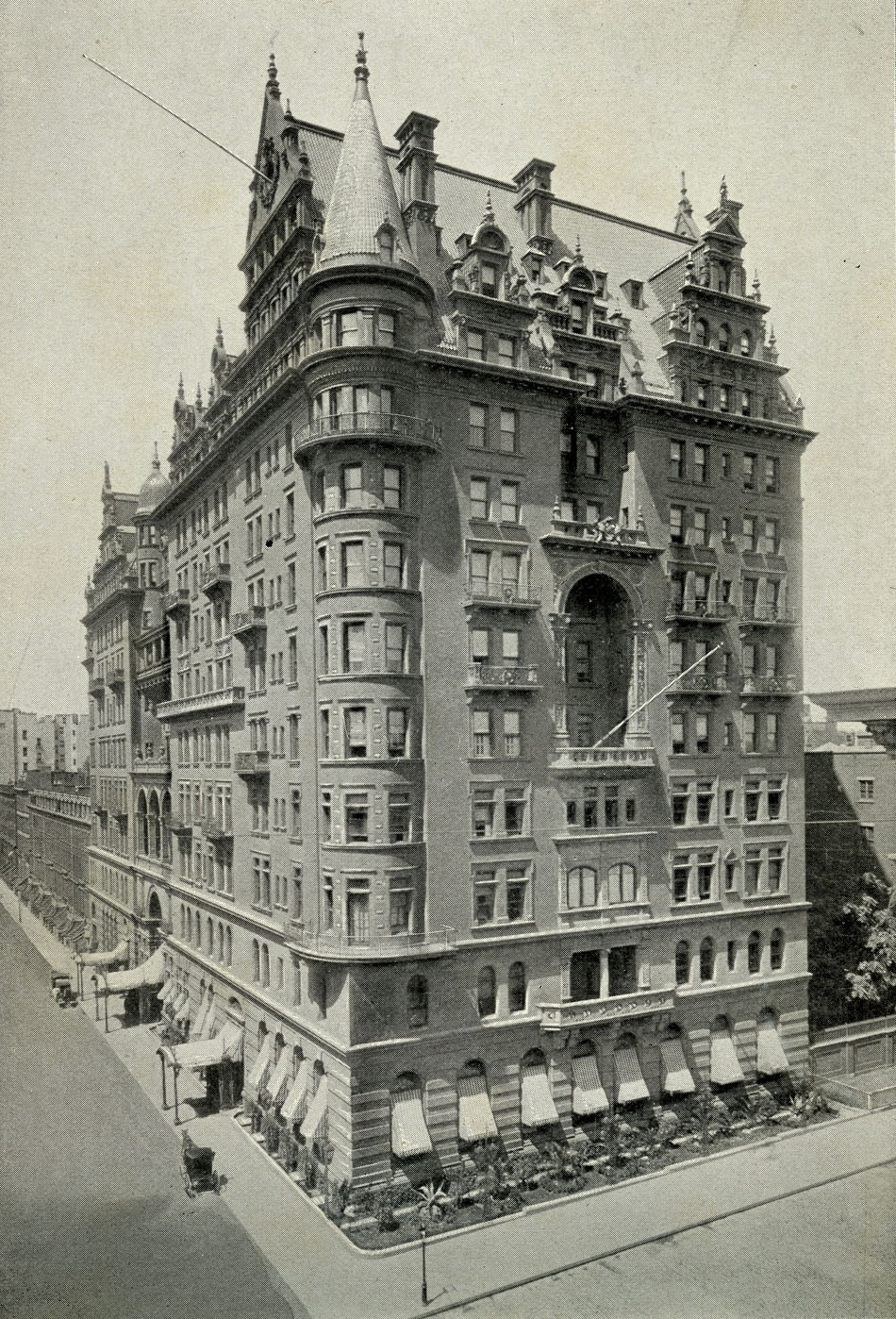
Отель Waldorf-Astoria в Нью-Йорке (1893)

Гранд-отель (фр. Grand Hôtel — «большой отель») — тип преимущественно крупных отелей в зданиях с примечательной архитектурой и экстравагантными интерьерами, предоставляющих услуги гостеприимства очень высокого уровня.
Гранд-отели появились в Европе XVIII веке в ответ на выросший спрос на ночлег, с которым не справлялись трактиры и постоялые дворы. Уже самые первые гранд-отели отличались от своих предшественников повышенным уровнем комфорта. Расцвет гранд-отелей наступил на рубеже XIX—XX веков, когда в них появились электричество, питьевая вода, унитазы, центральное отопление и пневматическая почта и они превратились в настоящие «лаборатории архитектурной и организационной рационализации и современного стиля жизни». В крупнейших городах мира гранд-отели с просторными вестибюлями (фойе), салонами, курительными комнатами, ресторанами, барами, библиотеками и бальными залами выступали роскошными местами встреч высших слоёв общества.